# 富山英明
富山英明（日语：／ Tomiyama Hideaki，1957年11月16日—），日本男子摔跤运动员。他曾代表日本参加1984年夏季奥林匹克运动会摔跤比赛，获得一枚金牌。他也曾参加1978年和1982年亚洲运动会。